# Gnomonia amoena
Gnomonia amoena är en svampart som först beskrevs av Christian Gottfried Daniel Nees von Esenbeck, och fick sitt nu gällande namn av Karl Wilhelm Gottlieb Leopold Fuckel 1870. Gnomonia amoena ingår i släktet Gnomonia och familjen Gnomoniaceae.   Inga underarter finns listade i Catalogue of Life.